# فرست ناشيونال بنك (سولت ليك سيتي)
فرست ناشيونال بنك هو مبنى بنك تاريخي في وسط مدينة سولت ليك سيتي ، يوتا ، الولايات المتحدة، وهو مدرج في السجل الوطني للأماكن التاريخية (NRHP).

## وصف مبنى البنك
المبنى عبارة عن مبنى تجاري مكون من 3 طوابق صممه توماس جيه تومسون وريتشارد إم أبجون وتم بناؤه في عام 1873. كان المبنى في الأصل مكونًا من أربعة طوابق، وفقد الطابق العلوي بسبب حريق في عام 1875. يحتوي المبنى على واحدة من واجهتين فقط من الحديد الزهر في المدينة، والأخرى مرئية في مبنى زد سي أم أي . تم إضافة فرست ناشيونال بنك إلى أن أر أتش بي في 24 مايو 1976.

## التاريخ المبكر
بدأ تشييد مبنى البنك الوطني الأول في عام 1872 بعد هدم مبنى التجارة في شارع إيست تيمبل.  تمت إعادة تسمية شارع إيست تيمبل إلى الشارع الرئيسي في عام 1906.  يتميز المبنى بواجهة مصنوعة من الحديد الزهر والتي تم تجميعها بالسرعة التي وصلت بها. أصبح رئيس البنك وارن هوسي المالك الوحيد للمبنى والبنك في ديسمبر 1872.  افتتح المبنى في سبتمبر 1873. 
وقد تم نشر وصف مبكر للمبنى وزخارفه المزخرفة في صحيفة ذا ديلي جرافيك باللغة الإنجليزية:
The bank occupies the entire first floor, and is unquestionably the finest bank in the United States, if not the world. It is a perfect gem of beauty and art. The roof is heavily paneled with black walnut facings and rich carved mouldings. The ceiling proper is in rough plaster and painted in Coburg blue, with a fine centre and a band skirting the mouldings, painted in the richest colors of the Pompeian style. This painting and the frescoing of the walls were done by artists sent from Broadway, New York. The counter is constructed entirely of marble, six or seven different kinds--American and European--classified in the sweetest harmony of colors, and cost $10,000.
The cabinet-work over it is of excellent design, and the carving is of the rich old baronial times. The floor is in ornamental tile. Everything bespeaks wealth and art, and reflects the highest credit upon the eminent architect, R.M. Upjohns, of New York.
The basement of the bank is occupied by the Stock Exchange, and the upper stories are already occupied as mining bureaus and law offices. The whole building and its occupancy indicate more than anything that we have yet heard from Utah of the great change that has come to the Mormon community, and the direction in which the future of that Territory is travelling.
قدمت صحيفة سولت ليك هيرالد أوصافًا مماثلة للمبنى الجديد الجميل،    لكن افتتاحه تزامن مع ذعر عام 1873 ، وظل المودعون متشككين.  قام البنك على الفور تقريبًا بتعليق دفع الشيكات، مشيرًا إلى نقص العملة.  أعيد افتتاح البنك بعد شهر واحد، وعمل لمدة عام، وسرعان ما تلقى 30 ألف دولار نقدًا.  ومع ذلك، أغلق البنك في نوفمبر 1874، وأصبح مبناه ملكًا للأخوة ووكر.   تم تعيين جون سي بول كمستقبل. 
افتتح بنك ديزيريت الوطني مكاتب مؤقتة في المبنى في يونيو 1875.  في نوفمبر، دمر حريق الطابق العلوي وألحق أضرارًا بالمباني المجاورة. 

## أنظر أيضاً
- قوائم السجل الوطني للأماكن التاريخية في مدينة سولت ليك